# چینگ‌تیان
چینگ‌تیان (به لاتین: Qingtian County) یک شهرستان در استان چجیانگ در چین است که شهر مرکزی آن لیشای نام دارد.
چینگ‌تیان ۲٬۴۹۳ کیلومتر مربع مساحت و ۳۶۱٬۰۶۲ نفر جمعیت دارد.